# Dysphania latiflava
Dysphania latiflava là một loài bướm đêm trong họ Geometridae.